# Kazimierz Jerzy Oberfeld
Kazimierz Jerzy Oberfeld pseud. George Grandchamp (ur. 16 listopada 1903 w Łodzi, zm. w styczniu 1945 podczas ewakuacji z Auschwitz-Birkenau za stacją Loslau) – polski kompozytor muzyki rozrywkowej i filmowej, czynny głównie we Francji.

## Życiorys
Był synem bankiera łódzkiego Romana Oberfelda i poetki Olgi z domu Heryng. 
Wykształcenie muzyczne uzyskał w Łodzi, Warszawie i Paryżu. Około roku 1925 wydał własnym kosztem kilka kompozycji rozrywkowych. Dalsze kompozycje ukazały się nakładem wydawnictwa Éditions Lucien Brulé. Z polecenia właściciela tego wydawnictwa został w roku 1926 przyjęty jako stażysta do stowarzyszenia autorów SACEM.
W listopadzie 1931 zamieszkał w Paryżu na stałe. Publikował jako Casimir Georges Oberfeld lub Georges Grandchamp. Tworzył muzykę do francuskich filmów dźwiękowych. Jego piosenki pojawiały się w reperuarze artystów paryskiej estrady, jak Mistinguette, Josephine Baker, Lucienne Boyer, Maurice Chevalier i Fernandel. Komponował muzykę dla paryskich teatrów rewiowych, jak „Casino de Paris” i „Folies Bergère”, a także operetki. 
Kilkakrotnie odwiedzał Warszawę, przywożąc kompozycje dla warszawskich teatrzyków rewiowych.
24 marca 1939 r. Oberfeld otrzymał status rzeczywistego członka stowarzyszenia SACEM.
Gdy wojska niemieckie okupowały północną część Francji, Oberfeld zamieszkał na południu kraju w Marsylii. Nadal komponował, lecz jego utwory ukazywały się pod nazwiskami kompozytorów „aryjskich”. 
Po wkroczeniu wojsk niemieckich do części kraju pod rządami Vichy, przeniósł się do Nicei, wówczas znajdującej się pod okupacją włoską. We wrześniu 1943, po lądowaniu Aliantów na Sycylii, Włosi przekazali Niceę Niemcom. Oberfeld został aresztowany, zesłany do francuskiego obozu przejściowego w Drancy, skąd 17 grudnia 1943 transportem kolei francuskich został przewieziony do niemieckiego obozu Auschwitz-Birkenau, gdzie Niemcy przydzielili go do orkiestry obozowej. W styczniu 1945 r. ewakuowany w marszu śmierci z KL Auschwitz do Wodzisławia Śląskiego (Loslau). W dniu 23 lub 24 stycznia 1945 podczas transportu ewakuacyjnego ze stacji Loslau zmarł w pociągu i został pozostawiony na stacji kolejowej Přelouč (Powiat Pardubice). Ciało zidentyfikowano na podstawie numeru obozowego i pochowano na cmentarzu.